# Propeleda carpenteri
Propeleda carpenteri is een tweekleppigensoort uit de familie van de Nuculanidae. De wetenschappelijke naam van de soort is voor het eerst geldig gepubliceerd in 1881 door Dall als Leda carpenteri.